# Luțîkî, Jovkva
Luțîkî (în ucraineană Луцики) este un sat în comuna Lîpnîk din raionul Jovkva, regiunea Liov, Ucraina.

## Demografie
Componența lingvistică a localității Luțîkî
     Ucraineană (100%)
Conform recensământului din 2001, toată populația localității Luțîkî era vorbitoare de ucraineană (100%).